# Victor Ling
Victor Ling (* 16. März 1943 in China) ist ein kanadischer Biochemiker, der die Wirkungsweise von Chemotherapeutika gegen Krebs erforschte.
Ling kam als Kind von China nach Kanada. Er machte 1966 seinen Bachelor-Abschluss an der University of Toronto und wurde dort 1969 in Biochemie promoviert. 1971 bis 1996 war er am Ontario Cancer Institute und von 1983 bis 1996 Professor für medizinische Biophysik an der Universität Toronto. Seit 1996 ist er Professor in der Fakultät für Pathologie und Biochemie der University of British Columbia (UBC). Er ist Ko-Direktor des Center for Integrated Genomics und Assistant Dean of Cancer Research an der Medizinischen Fakultät der UBC und Vizepräsident für Forschung der British Columbia Cancer Agency in Vancouver.
Ling ist Experte für Mehrfach-Resistenz von Tumoren gegen Chemotherapeutika und entdeckte ein in vielen Tumoren (aber auch in einigen normalen Zellen) dafür verantwortliches Protein (P-Glykoprotein), das zuerst entdeckte derartige Multidrug Resistance Protein.
1992 erhielt er den Gairdner Foundation International Award. Er erhielt 1988 den Cancer Research Award der Milken Family Foundation, 1991 den Kettering-Preis, 1994 den Robert L. Noble Prize des National Cancer Institute of Canada, 1991 den Dr. Josef Steiner Krebsforschungspreis und 1993 den Bruce F. Cain Memorial Award der American Association of Cancer Research. Er ist Fellow der Royal Society of Canada. Er ist Mitglied des Order of British Columbia (2000) und ist Offizier des Order of Canada (2008). 2006 wurde er Ehrendoktor der York University und der Trinity Western University.